# MechWarrior 5: Clans
MechWarrior 5: Clans é um jogo de simulação de veículos, desenvolvido pela Piranha Games e lançado mundialmente em 16 de outubro de 2024. É uma expansão autônoma de MechWarrior 5: Mercenaries, baseada no universo de jogo BattleTech/MechWarrior.

## Sinopsia
MechWarrior 5: Clans se passa no universo de BattleTech. O jogador desempenha o papel de comandante estelar de uma estrela do Clã, durante o inicio dd invasão do Clã.

## Recepção
Em novembro de 2024, MechWarrior 5: Clans teve críticas Geralmente Favoráveis de acordo com o agregador de críticas Metacritic.

## Ligações Externas
- Sítio oficial